# Thais (slak)
Thais is een geslacht van weekdieren uit de klasse van de Gastropoda (slakken).

## Soorten
- Thais ambustulata Hedley, 1912
- Thais dayunensis Z.-Y. Chen & Z.-J. You, 2009
- Thais nodosa (Linnaeus, 1758)
- Thais pseudodiadema (Yokoyama, 1928)
- Thais tricolorata Bozzetti, 2010